# Enicospilus sotadus
Enicospilus sotadus là một loài tò vò trong họ Ichneumonidae.